# Вулиця Десняка (Київ)
Ву́лиця Десняка́ — зникла вулиця, що існувала в Жовтневому, нині Солом'янському районі міста Києва, місцевість Відрадний. Пролягала від вулиці Миколи Василенка до вулиці Радищева (тепер — Волноваська).

## Історія
Вулиця виникла у 1950-ті роки під назвою Нова. Назву на честь українського письменника Олекси Десняка набула 1957 року. Ліквідована у 1980-ті роки, поглинута промзоною.